# Daxing Zhen (köping i Kina)
Daxing Zhen (kinesiska: 大兴, 大兴镇) är en köping i Kina. Den ligger i provinsen Yunnan, i den sydvästra delen av landet, omkring 320 kilometer sydväst om provinshuvudstaden Kunming.
Genomsnittlig årsnederbörd är 1 293 millimeter. Den regnigaste månaden är juli, med i genomsnitt 351 mm nederbörd, och den torraste är februari, med 8 mm nederbörd.